# جشنواره فیلم کن ۲۰۰۱
پنجاه و چهارمین دوره جشنواره فیلم کن در این دوره ۲۳ فیلم با هم به رقابت پرداختند که در نهایت فیلم اتاق پسر،نانی مورتی برنده نخل طلا شدند. محسن مخملباف با سفر قندهار،برادران کوئن با مردی که آنجا نبود،شان پن با قول کاندیدای نخل طلا بودند. در خارج از مسابقه نیز فیلم‌های عباس کیارستمی، فرانسیس فورد کوپولا و مارتین اسکورسیزی به نمایش درآمدند. معلم پیانو ساخته میشائیل هانکه موفق‌ترین فیلم این دوره بود. این فیلم توانست در سه بخش جایزه بزرگ ،جایزه بهترین بازیگر مرد جشنواره فیلم کن و جایزه بهترین بازیگر زن جشنواره فیلم کن برنده شود. دیوید لینچ هم جایزه بهترین کارگردانی را دریافت کرد.

## هیئت داوران

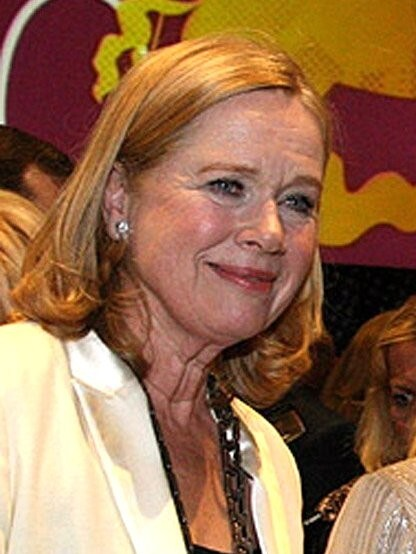
لیو اولمان، رئیس هیئت داوران

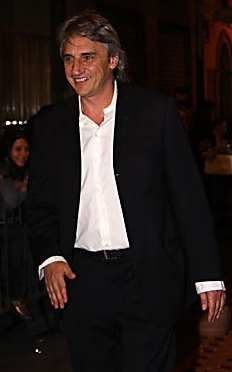
میمو کالوپرستی، عضو داوران

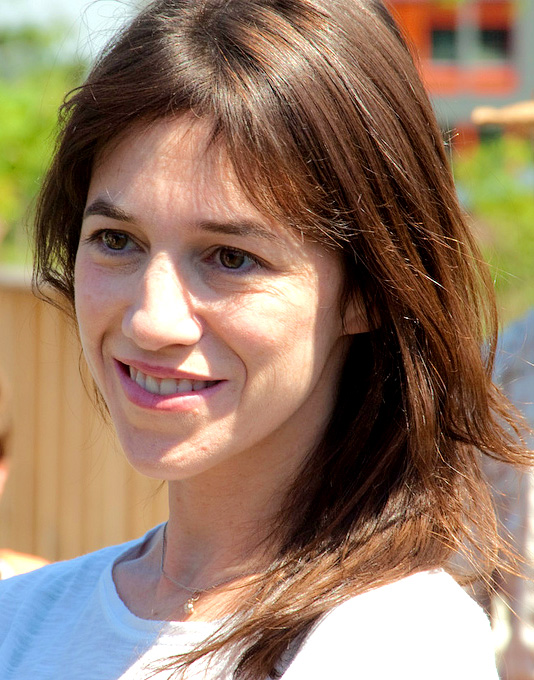
شارلوت گنزبور، عضو داوران

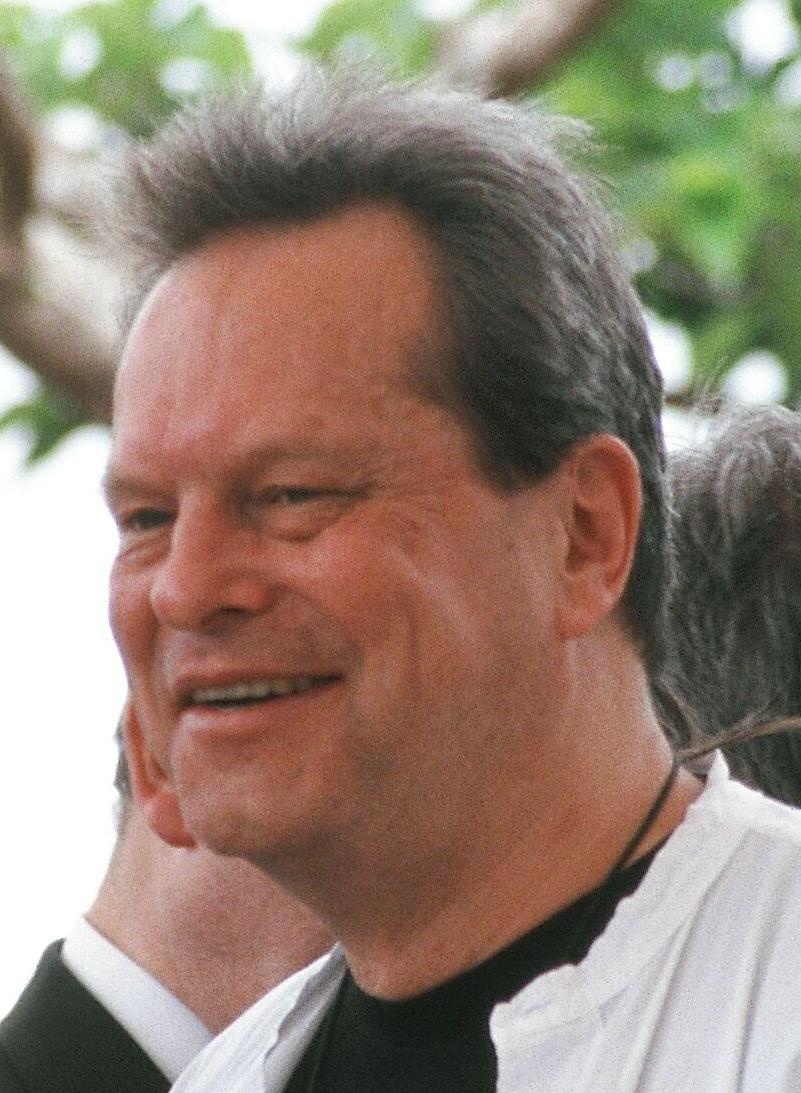
تری گیلیام، عضو داوران

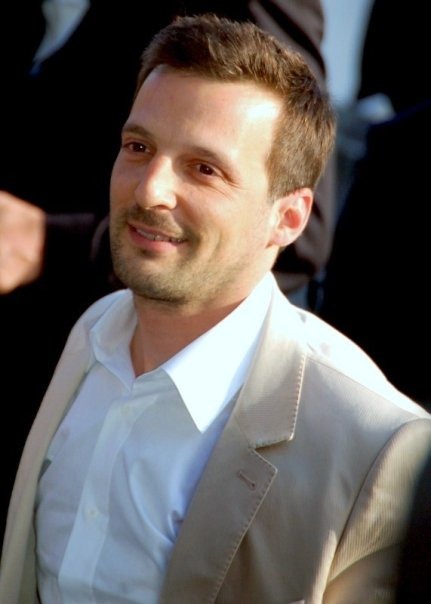
متیو کاسوویتس، عضو داوران

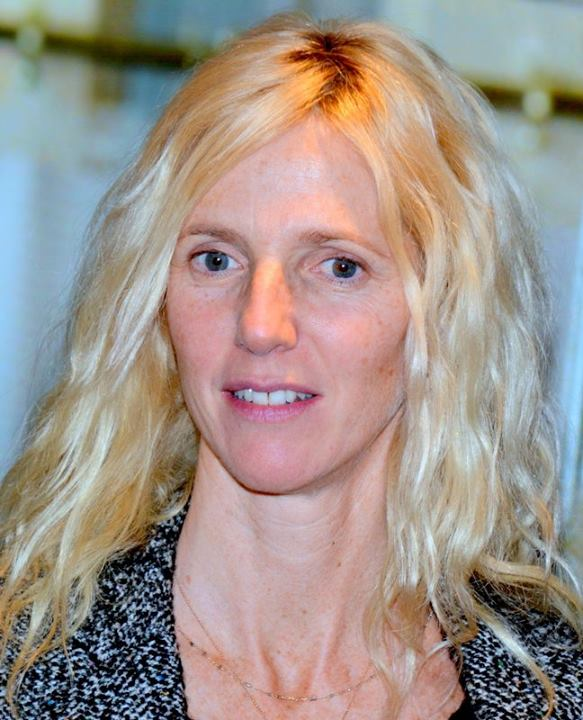
ساندرین کیبرلن، عضو داوران

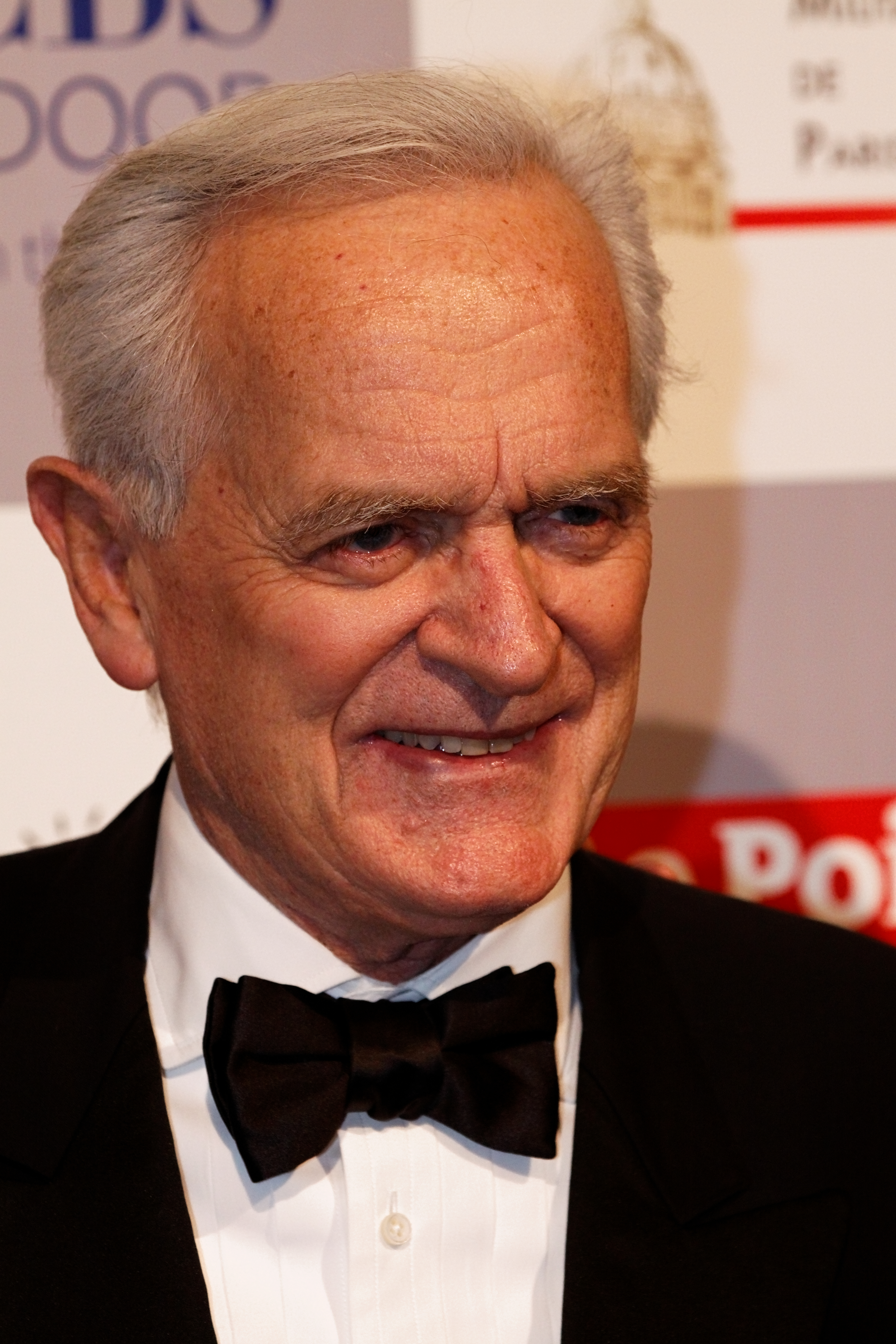
فیلیپ لابرو، عضو داوران

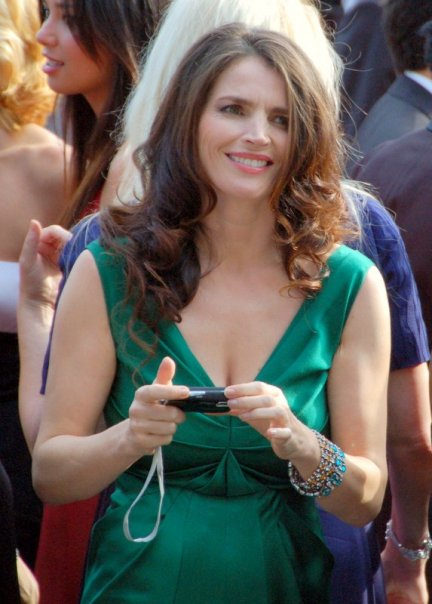
جولیا اورموند، عضو داوران

- لیو اولمان (نروژ)
- میمو کالوپرستی (ایتالیا)
- شارلوت گنزبور (بریتانیا)
- تری گیلیام (ایالات متحده آمریکا)
- متیو کاسوویتس (فرانسه)
- ساندرن کیبرلین (فرانسه)
- فیلیپ لابرو (فرانسه)
- جولیا اورموند (بریتانیا)
- مفیده تلاتلی (تونس)
- ادوارد یانگ (تایوان)

## مسابقه
فیلم‌های زیر برای بخش مسابقه انتخاب شده‌اند:
- Akai Hashi no Shita no Nurui Mizu - شوهئی ایمامورا
- Distance - هیروکازو کورئیدا
- در ستایش عشق - ژان-لوک گدار
- Il mestiere delle armi - ارمانو اولمی
- من دارم به خونه می‌روم - مانوئل دی الیویرا
- La chambre des officiers - فرانسوا دوپرو
- معلم پیانو - میشائیل هانکه
- La répétition - کاترین کورسینی
- اتاق پسر - نانی مورتی
- مولن روژ! - باز لورمن
- جاده مالهالند - دیوید لینچ
- آنجا ساعت چند است؟ - تسای مینگ-لیانگ
- سرزمین هیچ‌کس - دانیس تانویچ
- پائو و برادرش - مارک رچا
- Millennium Mambo - هو شیائو-شین
- Roberto Succo - سیدریک کان
- سفر قندهار - محسن مخملباف
- شرک - اندرو آدامسون
- ثور - الکساندر سوکوروف
- مردی که آنجا نبود - برادران کوئن
- قول - شان پن
- Tsuki no sabaku - شینجی آئویاما
- کی می‌داند - ژاک ریوت

## خارج از مسابقه
- ای‌بی‌سی آفریقا - عباس کیارستمی
- Apocalypse Now Redux - فرانسیس فورد کوپولا
- آوالون (فیلم ۲۰۰۱) - مامورو اوشی
- سی‌کیو (فیلم) - رومن کوپولا
- ذات آدمی - میشل گوندری
- My Voyage to Italy - مارتین اسکورسیزی
- ارواح وحشی (فیلم) - رائول روئیز
- Sobibór, 14 octobre 1943, 16 heures - کلود لنزمن
- مرکز جهان - وین وانگ
- دردسر هرروزه - کلر دنی

## برندگان
- نخل طلا: اتاق پسر - نانی مورتی
- جایزه بزرگ (جشنواره فیلم کن): معلم پیانو - میشائیل هانکه
- جایزه بهترین بازیگر مرد جشنواره فیلم کن: بونوآ ماژیمل برای معلم پیانو
- جایزه بهترین بازیگر زن جشنواره فیلم کن: ایزابل هوپر برای معلم پیانو
- جایزه بهترین کارگردان جشنواره فیلم کن: 
  - دیوید لینچ برای جاده مالهالند
  - برادران کوئن برای مردی که آنجا نبود
- نخل طلایی فیلم کوتاه: Bean Cake - David Greenspan
- جایزه بهترین فیلم‌نامه جشنواره فیلم کن: سرزمین هیچ‌کس - دانیس تانویچ
- دوربین زرین: آتانارجات: دونده سریع - زاکارایاس کونک